# Поборово (Вармінсько-Мазурське воєводство)
Поборово (пол. Poborowo) — село в Польщі, у гміні Любоміно Лідзбарського повіту Вармінсько-Мазурського воєводства.
У 1975-1998 роках село належало до Ольштинського воєводства.